# Saint-Rémy (Corrèze)
Saint-Rémy (Sent Remic auf Okzitanisch) ist eine französische Gemeinde mit 236 Einwohnern (Stand 1. Januar 2022) im Département Corrèze in der Region Nouvelle-Aquitaine. Die Einwohner nennen sich die Saint-Rémy.

## Geografie
Die Gemeinde liegt im Zentralmassiv auf dem Plateau de Millevaches und somit auch im Regionalen Naturpark Millevaches en Limousin.
Tulle, die Präfektur des Départements, liegt ungefähr 75 Kilometer südwestlich, Égletons etwa 40 Kilometer südwestlich und Ussel rund 15 Kilometer südlich.
Nachbargemeinden von Saint-Rémy sind La Courtine im Norden, Saint-Martial-le-Vieux und Couffy-sur-Sarsonne im Nordosten, Courteix im Osten, Saint-Pardoux-le-Neuf im Südosten, Lignareix und Saint-Pardoux-le-Vieux im Süden, Saint-Germain-Lavolps im Südwesten, Bellechassagne im Westen sowie Sornac im Nordwesten.
Die Liège, ein Nebenfluss der Diège, durchzieht das Gemeindegebiet.

### Verkehr
Der Ort liegt ungefähr 19 Kilometer nordwestlich der Abfahrt 24 der Autoroute A89.

## Wappen
Beschreibung: In Schwarz ein rotgekrönter goldener rotgezungter und rotbewehrter Löwe unter einem roten Schildhaupt mit drei fünfstrahligen silbernen Sternen.

## Einwohnerentwicklung
| Jahr      | 1962 | 1968 | 1975 | 1982 | 1990 | 1999 | 2007 | 2016 |
| Einwohner | 517  | 302  | 244  | 232  | 221  | 227  | 236  | 224  |

## Sehenswürdigkeiten
- Das Schloss Le Madiolet aus dem 17. Jahrhundert[2].